# Caroline Amalie Meldahl

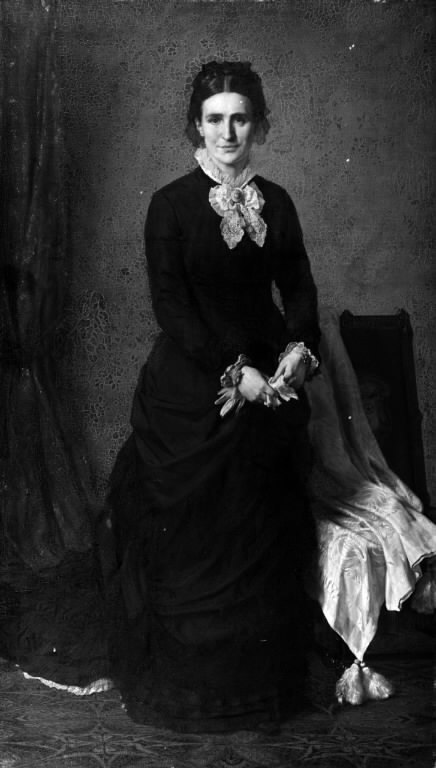
Caroline Amalie Meldahl (1881); porträtiert von Jørgen Roed

Caroline Amalie Meldahl, geb. von Raeder, (* 8. November 1838 in Kopenhagen; † 6. August 1906 in Torre Pellice in Italien) war eine dänische Malerin.

## Leben

### Familie
Caroline Amalie Meldahl war die Tochter des königlich-dänischen Oberst Jacob Thode von Raeder (* 11. Februar 1798 in Norwegen; † 18. Juli 1853 in Kopenhagen), Kammerjunker und Militärschriftsteller, und dessen Ehefrau Caroline Amalie Baur (* 2. Februar 1810 in Hamburg; † 9. Dezember 1895 in Kopenhagen); sie hatte noch sechs Geschwister. Ihr Großvater war der Altonaer Kaufmann Georg Friedrich Baur.
Ihre Eltern unterhielten ein Stadthaus an der Palmaille und in Blankenese im Baurs Park das Herrenhaus Baur, das spätere Landhaus Katharinenhof.
Sie heiratete am 9. Juni 1860 den Kopenhagener Architekten Ferdinand Meldahl.

### Künstlerisches Wirken
Zur obligatorischen Ausbildung von Töchtern aus wohlhabendem Elternhaus gehörte zur Zeit von Caroline Amalie Meldahl auch der Zeichenunterricht. Auf welchem Niveau sich dieser Unterricht bewegen konnte, zeigen die vier von ihr im Altonaer Museum befindlichen Interieur- und Parkstudien vom Baurschen Haus an der Palmaille in Altona, die 1858 entstanden sind.

## Werke (Auswahl)
- Altonaer Museum, Hamburg.